# Lysania
Lysania is een geslacht van spinnen uit de familie wolfspinnen (Lycosidae).

## Soorten
De volgende soorten zijn bij het geslacht ingedeeld:
- Lysania pygmaea Thorell, 1890
- Lysania sabahensis Lehtinen & Hippa, 1979